# بهاكتابور
بهاكتابور (بالنيبالية:भक्तपुर) والتي تعني بشكل حَرفي مكان المُتعبدين، وتُسمى أيضاً بهادجاون، وهي مدينة نوار قديمة في الجزء الشرقي من وادي كاتماندو في نيبال، وهي تبعد حوالي 8 أميال (13 كم) عن العاصمة كاتماندو، وهي تقع في مقاطعة بهاكتابور في مديرية باجماتي. في أثناء تعداد نيبال عام 2001 كانَ عدد سُكانها حوالي 72,543 نسمة.

## معرض الصور

بهاكتابور
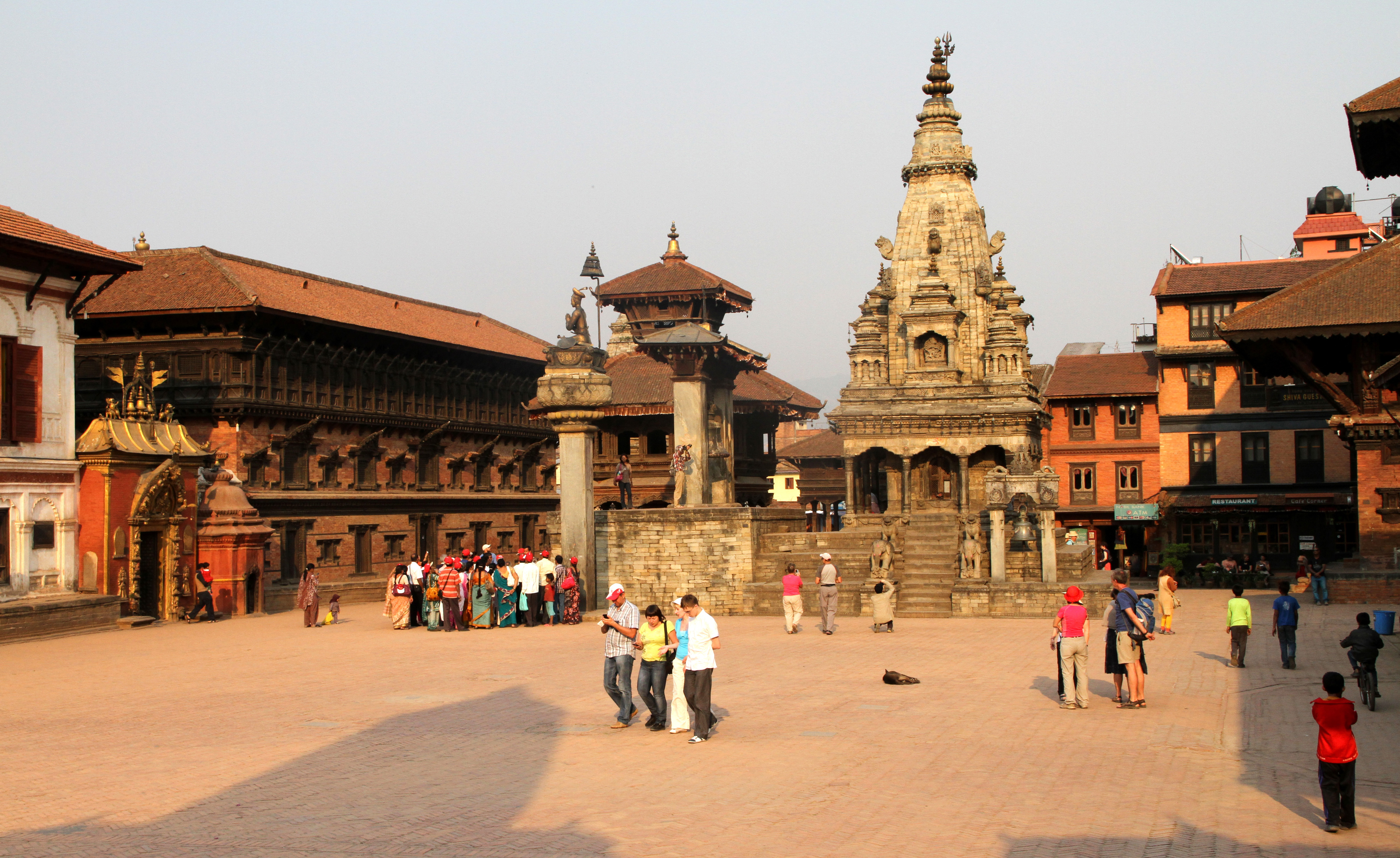
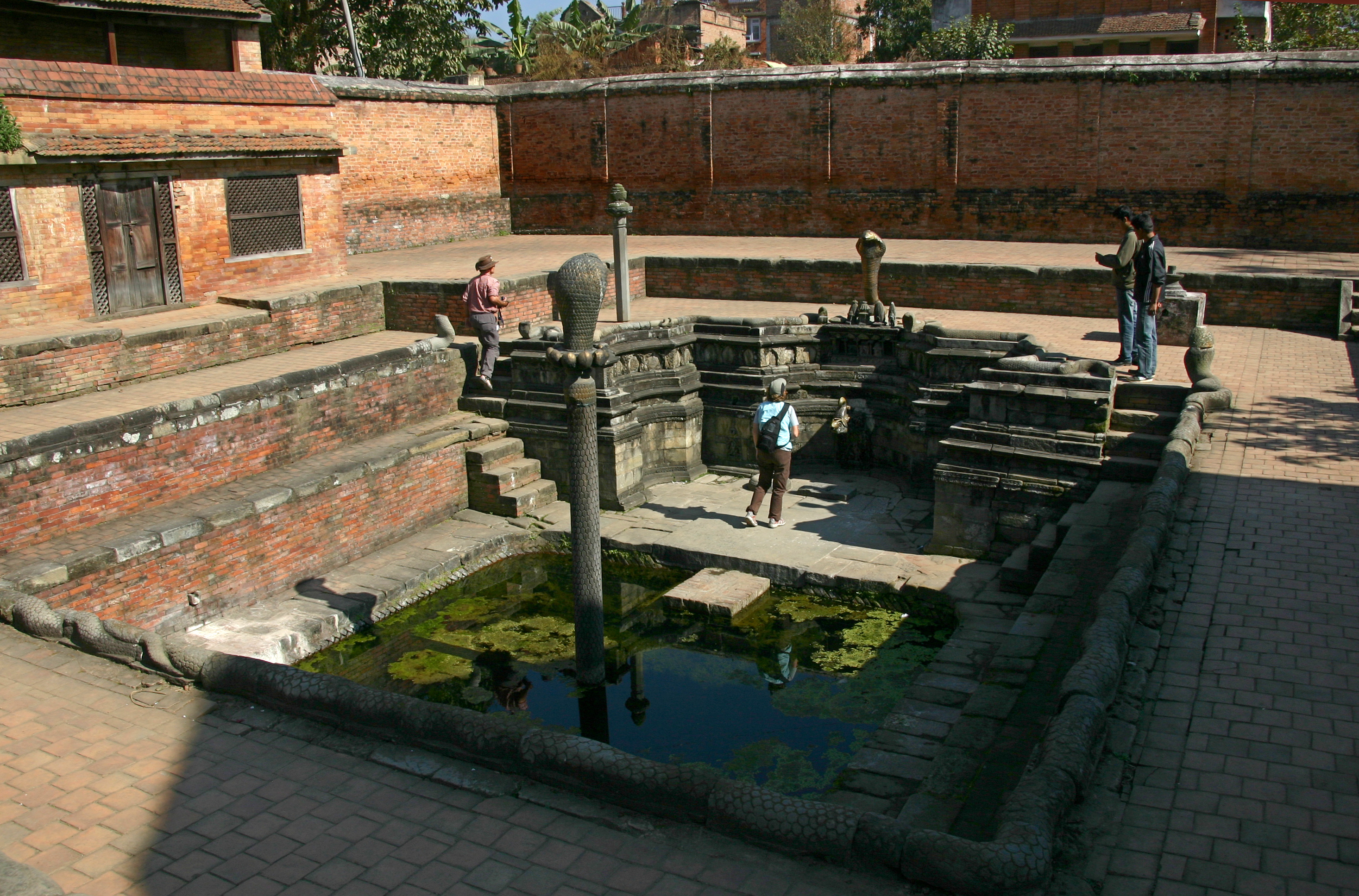
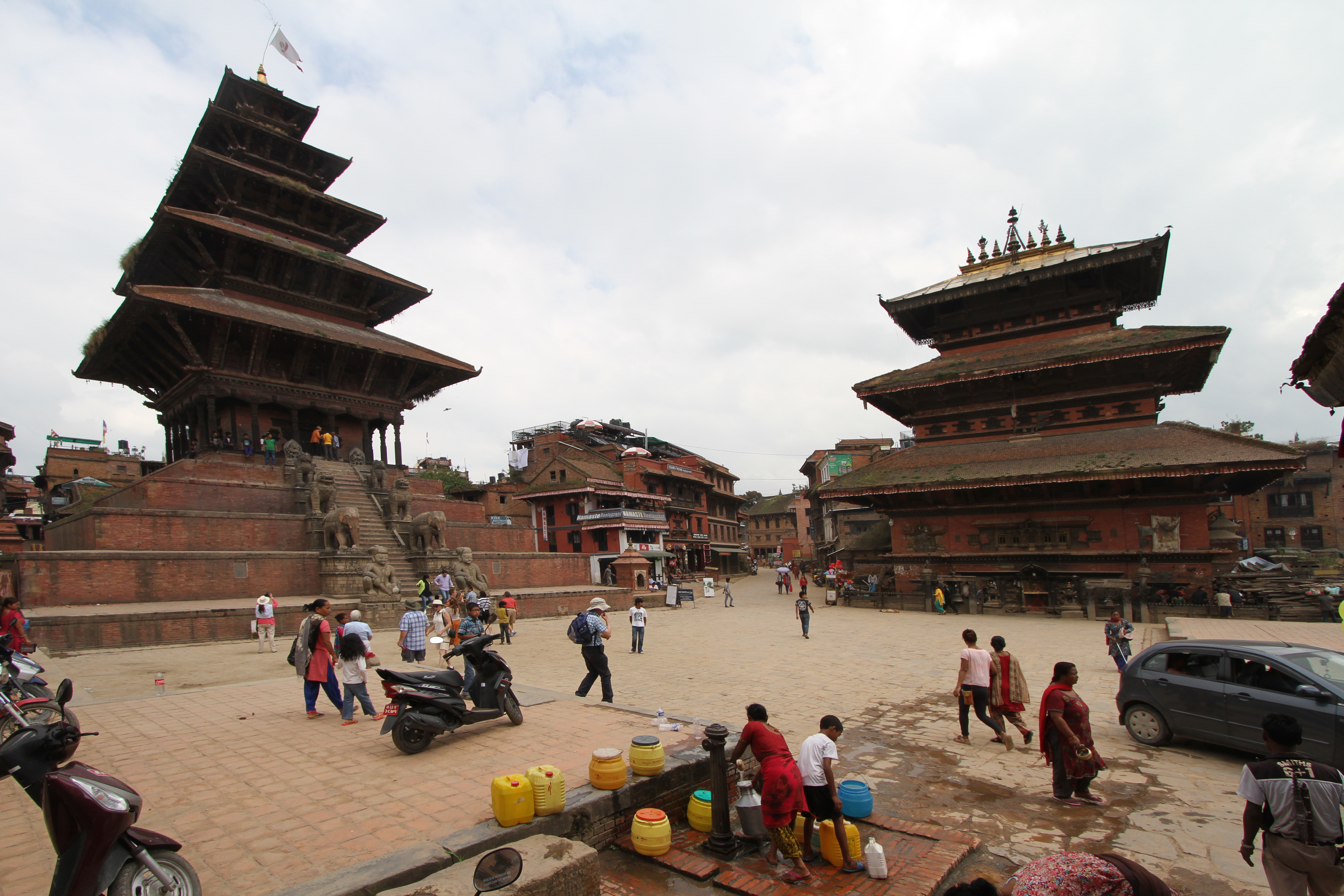
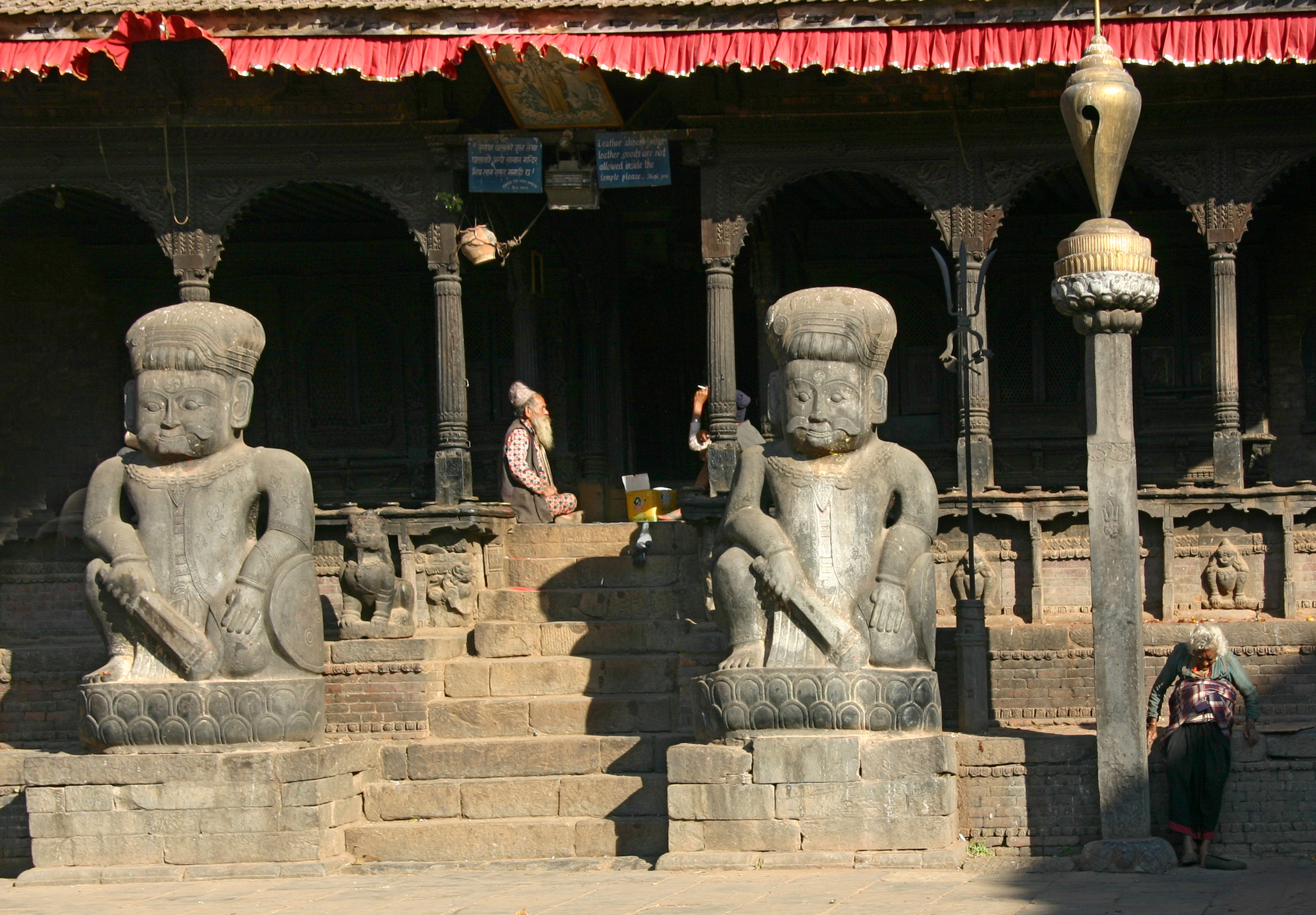
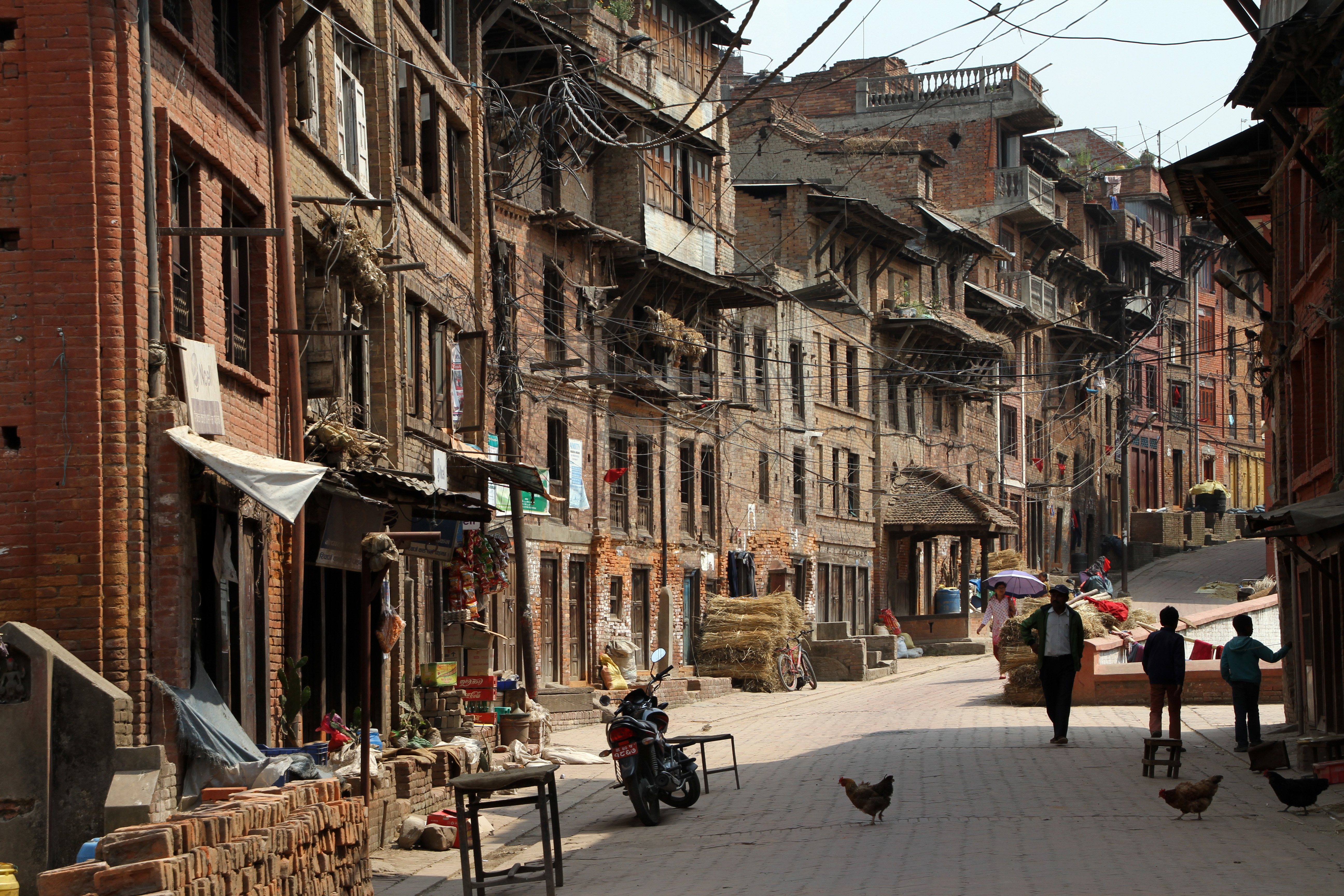
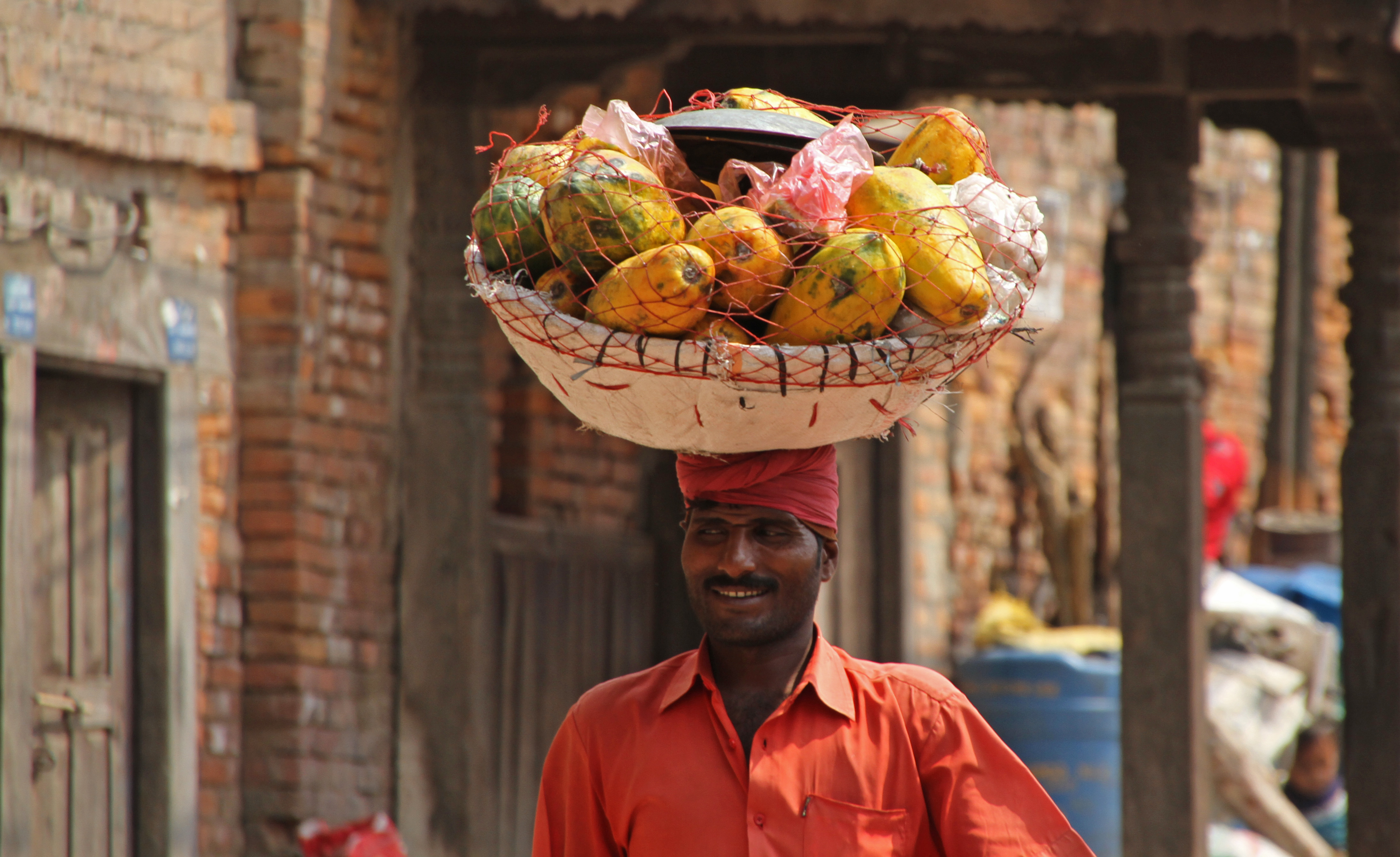
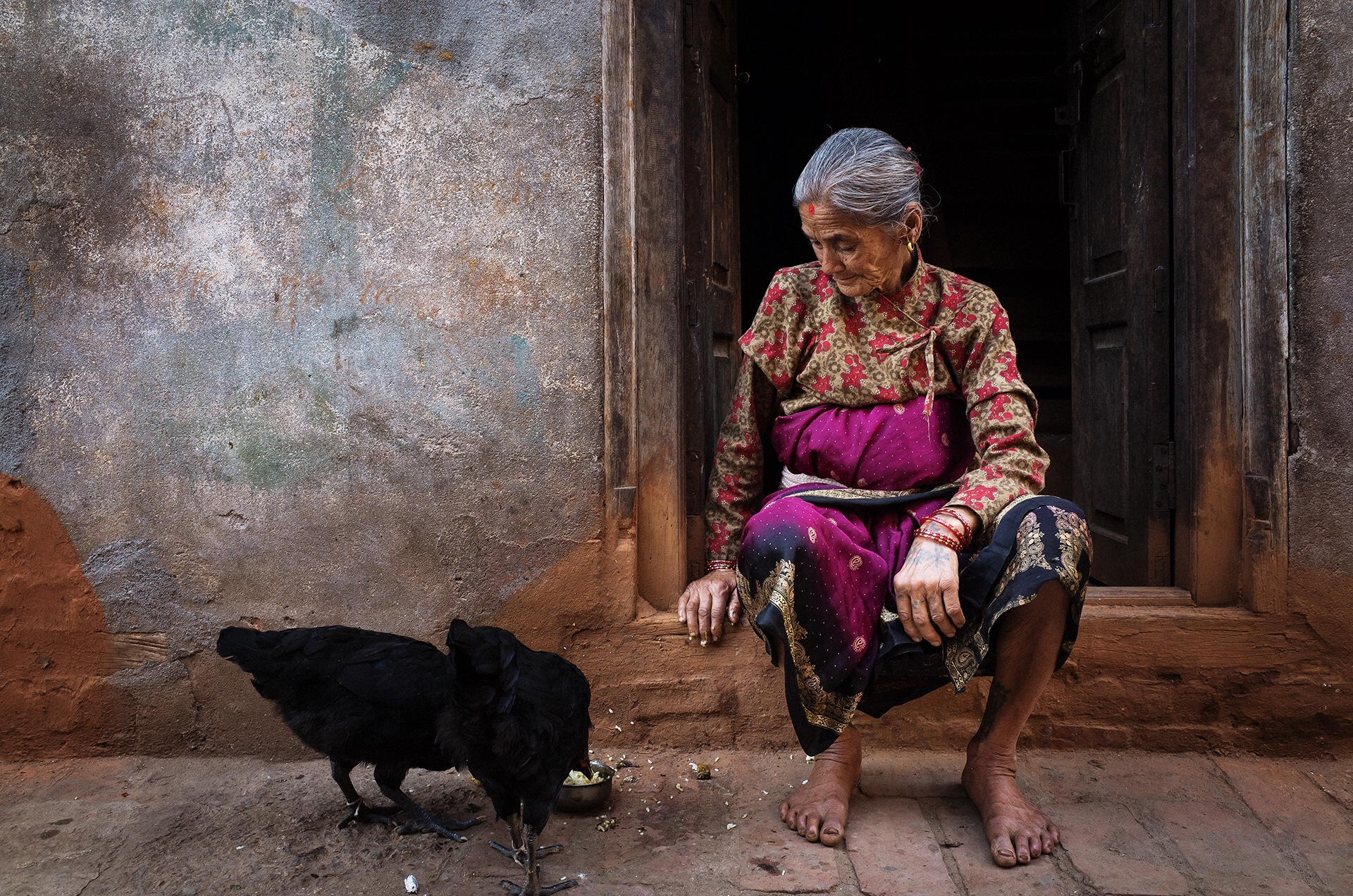
امرأة عجوز من بهاكتابور
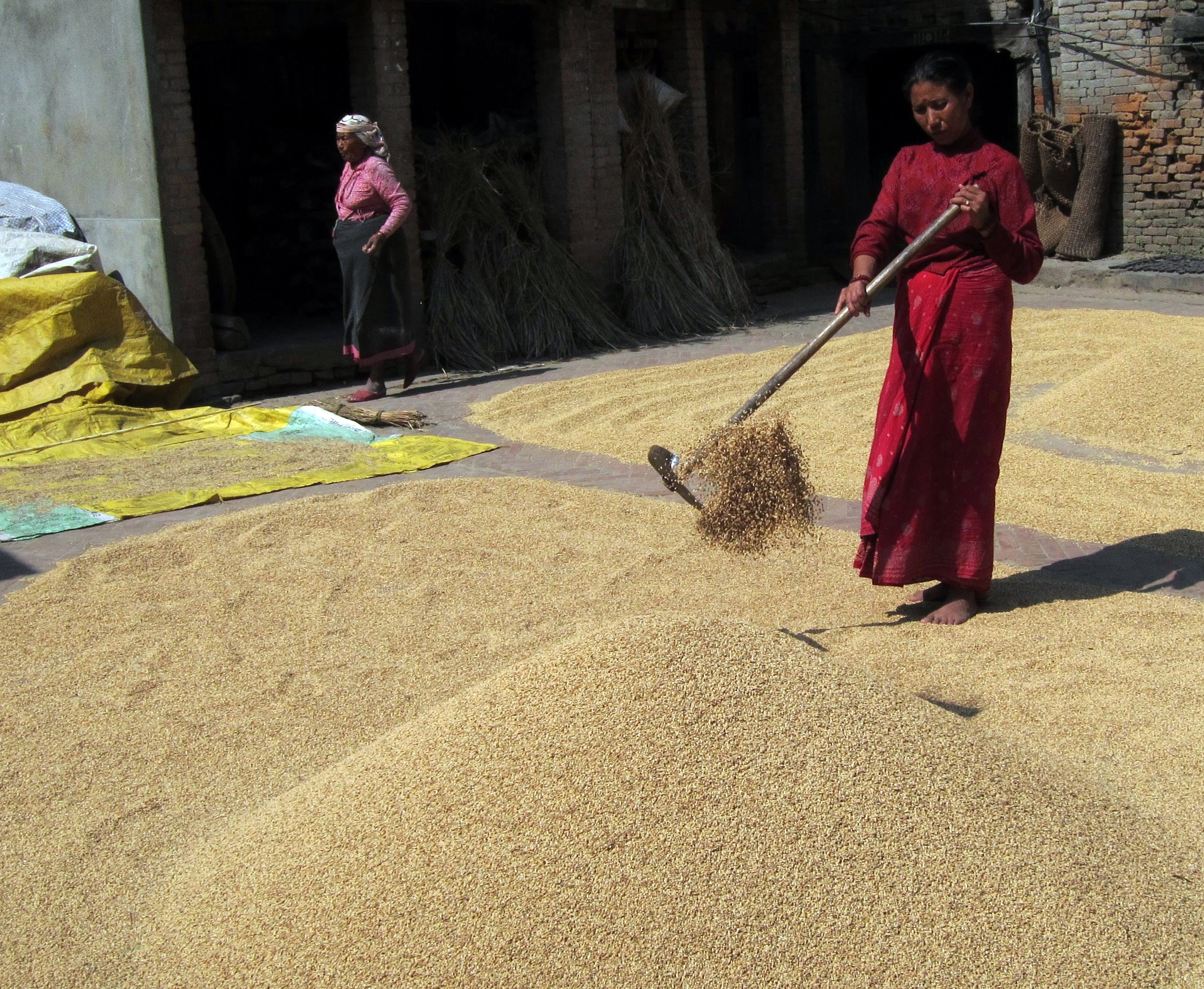
امرأة تجفف الأرز في بهاكتابور